# LGA 1248
LGA 1248 — це роз'єм процесора для підключення сімейства процесорів Intel Itanium від серії 9300 до серії 9700. Цей роз'єм замінює PAC611 (також відомий як PPGA661), що використовується в процесорах Itanium серії 9100, і додає функцію QuickPath Interconnect.